# ثيودور بي غريني
ثيودور بي غريني (بالإنجليزية: Theodore P. Greene)‏ هو ضابط أمريكي، ولد في 4 يوليو 1809 في ماونت بليزانت في الولايات المتحدة، وتوفي في 30 أغسطس 1887 في جافري في الولايات المتحدة.